# Любовники (телесериал)
«Любовники» (англ. The Affair) — телевизионный сериал производства США. Сериал был впервые показан на канале Showtime 12 октября 2014 года. Премьера второго сезона сериала состоялась 4 октября 2015 года. 9 декабря 2015 года сериал был продлен третий сезон, который стартовал 20 ноября 2016 года. 9 января 2017 года Showtime заказал четвёртый сезон, начавшийся 17 июня 2018 года. 26 июля 2018 года Showtime продлил сериал на пятый и финальный сезон с премьерой в 2019 году.

## Описание
Сюжет сериала строится вокруг внебрачных отношений между Ноа и Элисон. Ноа — школьный учитель, автор одного романа, испытывающий трудности в написании второй книги. Он счастлив в браке, отец четырёх детей с тяжёлыми взаимоотношениями с тестем. Элисон — молодая официантка, пытающаяся вдохнуть жизнь в свой брак после смерти ребёнка.

## Художественные особенности
Каждая серия делится на две примерно равные по хронометражу части. Фабула каждой части одна и та же, но последовательность событий изображается с точек зрения разных героев (в первом сезоне это Ноа и Элисон), которые выступают в роли ненадежных рассказчиков. Это приводит к созданию двух альтернативных сюжетов, иногда близких, но чаще сильно расходящихся, и особому художественному эффекту: каждая из двух частей и, соответственно, версий событий визуально убедительна и при этом противоречит другой.

## Производство
Телеканал Showtime объявил о заказе пилотной серии 8 февраля 2013 года. Официально заказав производство 10-серийного сезона 16 января 2014 года.

## Актёрский состав
- Доминик Уэст — Ноа Соллоуэй
- Мора Тирни — Хелен Соллоуэй
- Рут Уилсон — Элисон Локхарт
- Джошуа Джексон — Коул Локхарт
- Мэр Уиннингэм — Черри Локхарт
- Джулия Голдани Теллес — Уитни Соллоуэй
- Джейк Ричард Сичилиано — Мартин Соллоуэй
- Джейдон Санд — Тревор Соллоуэй
- Каталина Сандино Морено — Луиза Леон
- Кэтлин Шелфант — Маргарет Батлер
- Джон Доумен — Брюс Батлер
- Омар Метвалли — Вик Улла
- Даррен Голдштейн — Оскар Ходжес
- Анна Пэкуин — Джоанни Лохкарт (взрослая)
- Эмили Браунинг — Сиерра

## Обзор сезонов
| Сезон | Сезон | Эпизоды | Дата показа     | Дата показа     |
| Сезон | Сезон | Эпизоды | Премьера сезона | Финал сезона    |
| ----- | ----- | ------- | --------------- | --------------- |
|       | 1     | 10      | 12 октября 2014 | 21 декабря 2014 |
|       | 2     | 12      | 4 октября 2015  | 20 декабря 2015 |
|       | 3     | 10      | 20 ноября 2016  | 29 января 2017  |
|       | 4     | 10      | 17 июня 2018    | 19 августа 2018 |
|       | 5     | 11      | 25 августа 2019 | 3 ноября 2019   |

## Список эпизодов

### Сезон 1 (2014)
| № общий | № в сезоне | Название    | Режиссёр       | Автор сценария                                              | Дата премьеры   | Зрители в США (млн) |
| ------- | ---------- | ----------- | -------------- | ----------------------------------------------------------- | --------------- | ------------------- |
| 1       | 1          | «Эпизод 1»  | Марк Майлод    | Телесценарий Сара Трим и Хагай Леви История Сара Трим       | 12 октября 2014 | TBA                 |
| 2       | 2          | «Эпизод 2»  | Джеффри Райнер | Сара Трим                                                   | 19 октября 2014 | TBA                 |
| 3       | 3          | «Эпизод 3»  | Джеффри Райнер | Эрик Овермайер                                              | 26 октября 2014 | TBA                 |
| 4       | 4          | «Эпизод 4»  | Джеффри Райнер | Мелани Марнич                                               | 2 ноября 2014   | TBA                 |
| 5       | 5          | «Эпизод 5»  | Карл Франклин  | Кейт Робин                                                  | 9 ноября 2014   | TBA                 |
| 6       | 6          | «Эпизод 6»  | Карл Франклин  | Дэн ЛеФранк                                                 | 16 ноября 2014  | TBA                 |
| 7       | 7          | «Эпизод 7»  | Райан Флек     | Кейт Робин                                                  | 23 ноября 2014  | TBA                 |
| 8       | 8          | «Эпизод 8»  | Райан Флек     | Дэн ЛеФранк и Мелани Марнич                                 | 7 декабря 2014  | TBA                 |
| 9       | 9          | «Эпизод 9»  | Джеффри Райнер | Телесценарий Кейт Робин и Мелани Марнич История Дэн ЛеФранк | 14 декабря 2014 | TBA                 |
| 10      | 10         | «Эпизод 10» | Джеффри Райнер | Сара Трим                                                   | 21 декабря 2014 | TBA                 |

## Список наград и номинаций
| Премия                                | Категория                                                       | Актёр          | Результат |
| ------------------------------------- | --------------------------------------------------------------- | -------------- | --------- |
| Золотой глобус (премия, 2015)         | Лучшая мужская роль в телевизионном сериале — драма             | Доминик Уэст   | Номинация |
| Золотой глобус (премия, 2015)         | Лучшая женская роль в телевизионном телесериале — драма         | Рут Уилсон     | Победа    |
| Золотой глобус (премия, 2015)         | Лучший драматический сериал                                     | Любовники      | Победа    |
| Спутник (премия, 2015)                | Best Actress — Television Series Drama                          | Рут Уилсон     | Номинация |
| Спутник (премия, 2015)                | Best Television Series — Drama                                  | Любовники      | Номинация |
| 67th Writers Guild of America Awards  | Best New Series                                                 | Любовники      | Номинация |
| 6th Critics' Choice Television Awards | Best Supporting Actress in a Drama Series                       | Мора Тирни     | Номинация |
| Золотой глобус (премия, 2016)         | Best Supporting Actress — Series, Miniseries or Television Film | Мора Тирни     | Победа    |
| 42nd People's Choice Awards           | Favorite Premium Cable TV Actor                                 | Джошуа Джексон | Номинация |
| 20th Satellite Awards                 | Best Actor — Television Series Drama                            | Доминик Уэст   | Победа    |
| Эмми (премия, 2016)                   | Outstanding Supporting Actress in a Drama Series                | Мора Тирни     | Номинация |
| 7th Critics' Choice Television Awards | Best Supporting Actress in a Drama Series                       | Мора Тирни     | Номинация |
| Спутник (премия, 2017)                | Best Television Series — Drama                                  | Любовники      | Номинация |
| Спутник (премия, 2017)                | Best Actor — Television Series Drama                            | Доминик Уэст   | Победа    |
| Спутник (премия, 2017)                | Best Actress — Television Series Drama                          | Рут Уилсон     | Номинация |
| Спутник (премия, 2017)                | Best Supporting Actress — Series, Miniseries or Television Film | Мора Тирни     | Номинация |